# 比亞查
比亞查（西班牙語：Viacha）是玻利維亞的城鎮，由拉巴斯省負責管轄，位於該國西部，该城镇也是玻利维亚的铁路枢纽之一，拥有一个铁路机车工厂，还有铁路通往的的喀喀湖畔的瓜基港与行政首都拉巴斯。